# Рокабианка
Рокабиа̀нка (на италиански: Roccabianca, на местен диалект Rocabiànca) е малко градче и община в северна Италия, провинция Парма, регион Емилия-Романя. Разположено е на 32 m надморска височина. Населението на общината е 3110 души (към 2010 г.).